# 2192 Pjatyigorija
A 2192 Pjatyigorija (ideiglenes jelöléssel 1972 HP) a Naprendszer kisbolygóövében található aszteroida. Tamara Mihajlovna Szmirnova fedezte fel 1972. április 18-án.